# Зафер, Рахим
Рахим Зафер (тур. Rahim Zafer; род. 25 января 1971, Адапазары) — турецкий футболист и футбольный тренер. Большую часть карьеры провёл в «Генчлербирлиги» и «Бешикташ». Со сборной Турции он участвовал в чемпионате Европы 1996 года, сыграл в двух матчах этого турнира. Сыграл 342 матча в турецкой Суперлиге.

## Карьера игрока

### Клубная карьера
Зафер начал свою клубную карьеру в провинциальном клубе «Сакарьяспор». Он тренировался под руководством известного на национальном уровне молодёжного тренера Экрема Карабербероглу. Со времён академии Зафер играл в амплуа классического защитника. Он занимал эту позицию до конца своей карьеры. В то время «Сакарьяспор» воспитал много талантов, таких как Реджеп Четин, Огуз Четин, Айкут Коджаман и Хакан Шукюр. В 1986 году Зафер был переведён в первую команду, которая тогда выступала во втором дивизионе, и вскоре после этого он впервые вышел на поле за клуб. Прямо в своём первом сезоне он вместе с клубом выиграл второй дивизион и вышел в Суперлигу.
Переместившись в высшую лигу Турции, клуб закрепился в среднем сегменте таблицы и занял 11-е место по итогам сезона. В кубке Турции впервые в истории клуб дошёл до финала. В первом матче финала против «Самсунспора» «Сакарьяспор» выиграл со счетом 2:0, в ответном матче была ничья 1:1. Зафер, который был одним из самых молодых игроков в команде наряду с Хаканом Шукюром (обоим по 16 лет), в сезоне 1987/88 сыграл четыре матча лиги и два матча кубка. В течение следующих двух сезонов Зафер получал всё больше игровой практики, чему способствовал уход нескольких ключевых игроков. После того, как «Сакарьяспор» завершил сезон 1989/90 на последнем месте в таблице, клуб понизился в классе после трёх лет в высшем дивизионе.
После понижения в классе летом 1990 года «Сакарьяспор» смог удержать в команде лишь нескольких игроков. Зафер перешёл в клуб высшего дивизиона, «Генчлербирлиги». В то время клуб в основном развивал талантливых молодых игроков, а затем продавал их более богатым клубам. В этой команде Зафер быстро зарекомендовал себя как важный игрок. В первом сезоне он провёл за клуб 20 матчей в лиге, а со второго сезона получил постоянное место в основе и вскоре стал одним из ключевых исполнителей. Он привлёк к себе внимание более сильных клубов турецкой Суперлиги. Летом 1993 года Зафер принял участие в Средиземноморских играх с молодёжной сборной Турции и выиграл со своей командой золото. Этот успех повысил интерес к игроку. Несмотря на попытки со стороны нескольких клубов высшего дивизиона, Зафера не отпускал его клуб. Сезон 1993/94 стал лучшим для клуба за четверть века, команда заняла седьмое место. В следующем сезоне клуб превзошёл свой результат, заняв пятое место в таблице. Зафер был лидером защиты, внёс значительный вклад в успех клуба, а также утвердился в сборной Турции.
После того, как Зафер отыграл сезон 1995/96 в «Генчлербирлиги», тренер национальной сборной Фатих Терим вызвал его в состав команды на чемпионат Европы 1996 года. В мае 1996 года «Генчлербирлиги» посчитал, что настало подходящее время для выгодной продажи Зафера, и выставил игрока на трансфер. В стамбульском клубе «Бешикташ» новым тренером стал бывший помощник Терима, Расим Кара. Кара высказал необходимость покупки Зафера. Руководство клуба согласилось и выплатило за защитника 150 млн турецких лир. Перейдя в «Бешикташ», Зафер сразу стал основным игроком в команде. В новом сезоне «Бешикташ» уступил чемпионство «Галатасараю». В Кубке УЕФА клуб достиг третьего раунда (1/8 финала), став лучшим турецким клубом в турнире. Кроме того, в конце сезона клуб выиграл Кубок премьер-министра. Сезон 1997/98 «Бешикташ» провёл хуже, заняв лишь шестое место в таблице. Тем не менее, в кубке Турции команда смогла одержать победу в финале против «Галатасарая». После победы в кубке «Бешикташ» снова встретился с «Галатасараем» в Суперкубке Турции и также смог одержать победу над действующими чемпионами. В следующем сезоне Зафер и его команда снова боролись за чемпионство с «Галатасараем», но снова уступили с разницей в одно очко. В следующем сезоне клуб также занял второе место после «Галатасарая». В сезоне 2001/02 пост тренера «Бешикташа» занял итальянский специалист Невио Скала. При новом тренере Зафер появлялся на поле лишь эпизодически. В конце сезона Скалу заменил Кристоф Даум. Даум объявил о пересмотре состава команды на предстоящий сезон и выставил несколько опытных игроков на трансфер, среди них был и Зафер.
В 2000 году он перешёл в «Диярбакырспор». Спустя всего один сезон он снова сменил команду, перейдя в свой бывший клуб «Сакарьяспор». Там он провёл только первую половину сезона и на вторую половину перешёл в южнокорейский клуб «Тэгу». Он играл за этот клуб четыре года. Весной 2005 года он вернулся на родину и присоединился к клубу второго дивизиона «Аданаспор». Он покинул этот клуб в конце сезона и перешёл в «Кириккалеспор». Он выступал за клуб до февраля 2006 года, затем расторг контракт и объявил об окончании своей футбольной карьеры.

### Карьера в сборной
Зафер начал свою международную карьеру в 1986 году в составе сборной Турции до 16 лет. С ней он квалифицировался на чемпионат Европы по футболу U-16 в 1987 году. Он также принял участие в финальной части турнира. Турция выиграла свою группу и в полуфинале встретилась с Италией. Команда Зафера проиграла с минимальным счётом и должна была сыграть за третье место против хозяев, сборной Франции. Эта встреча была проиграна 0:3. Зафер играл во всех матчах своей команды.
После U-16 Зафер два года играл за сборную U-18, а затем за команду U-21.
Фатих Терим вызвал Зафера в молодёжную сборную для участия в Средиземноморских играх 1993 года. Команда вышла в финал и выиграла золотую медаль, одержав победу со счётом 2:0 над Алжиром. Зафер сыграл во всех матчах команды.
Благодаря своим выступлениям в «Генчлербирлиги» Зафер был вызван Теримом (теперь уже тренером первой сборной) на товарищеский матч против Румынии. В этой игре Зафер просидел на запасной скамейке. После этой встречи Зафер вызывался в сборную ещё три раза и также был на замене в этих играх. Он дебютировал в составе сборной 9 апреля 1996 года в товарищеской игре против Азербайджана.
Вместе со сборной Турции он участвовал в чемпионате Европы 1996 года и сыграл в двух матчах этого турнира. После чемпионата Европы тренера Терима сменил Мустафа Денизли; Зафер больше не играл при нём.

## Тренерская карьера
После окончания своей карьеры Зафер переключился на тренерскую деятельность и работал помощником тренера в «Кастамонуспоре», «Ушакспоре» и «Бугсашспоре». Летом 2009 года он впервые получил опыт работы главным тренером в «Кахраманмарашспоре». Затем он руководил несколькими клубами низших турецких лиг.
В 2013 году он возглавил американский «Даллас Сити», который играет в NPSL.